# Technologisches Institut Sankt Petersburg
Das Technologische Institut Sankt Petersburg (Technische Universität) (russisch Санкт-Петербургский Технологический Институт (Технический Университет)) wurde 1828 gegründet. Es ist eine der ältesten Hochschulen in Russland und bildet derzeit rund 5000 Studenten aus.

## Geschichte
Das Institut trug in der Vergangenheit den Namen Kaiserliches Petersburger Technologisches Institut (russisch Императорский Петербургский Технологический Институт) und Leningrader Technologisches Institut namens Lensowet (russisch Ленинградский Технологический Институт имени Ленсовета), wobei sich der Name des Instituts mit dem der Stadt änderte.
Während der Zarenzeit verlangte das Institut, im Gegensatz zu den meisten anderen russischen Universitäten, nicht den Abschluss eines Gymnasiums als Bedingung für die Aufnahme; die einzige Voraussetzung war das Bestehen der institutseigenen Aufnahmeprüfung.

## Bekannte Dozenten
- Dmitri Mendelejew (1834–1907), Chemiker
- Wiktor Lwowitsch Kirpitschow (1845–1913), Ingenieur, Physiker, Professor und Hochschulrektor
- Konstantin Petrschak (1907–1998), einer der Begründer der sowjetischen Kernphysik
- Friedrich Konrad Beilstein (1838–1906), deutsch-russischer Chemiker
- Dmitri Konowalow (1856–1929), Chemiker
- Boris Rosing (1869–1933), Physiker, Ingenieur und Pionier im Bereich des Fernsehens
- Michail Michailowitsch Schulz (1919–2006), Physikochemiker und Hochschullehrer

## Bekannte Absolventen
- Pjotr Nikolajewitsch Lebedew (1866–1912), Physiker
- Alexander Lodygin (1847–1923), Elektroingenieur
- Abram Fjodorowitsch Joffe (1880–1960), Physiker
- Boris Galerkin (1871–1945), Ingenieur und Mathematiker
- Juri Nikolajewitsch Arzutanow (1929–2019), Ingenieur
- Sergei Michailowitsch Prokudin-Gorski (1863–1944), Fotograf